# Sukeban Deka
Sukeban Deka (スケバン刑事, détective délinquante) est une série de manga des années 1970, adaptée par la suite en plusieurs séries télévisées et films live et en anime au format OAV, racontant les enquêtes policières sous couverture d'une lycéenne japonaise armée d'un dangereux yo-yo en métal, emblème de la série.

## Histoire et manga (1976-1982)
La série manga du dessinateur Shinji Wada est publiée au Japon d'abord  par l'éditeur Hakusensha, en 22 volumes dans la collection Hana to Yume de janvier 1976 à décembre 1982 ; elle est rééditée par Media Factory d'août 2004 à juillet 2005 dans un nouveau format en 12 volumes.
Elle raconte les aventures d'une jeune délinquante japonaise (en japonais : Sukeban, スケバン), Saki Asamiya (ja) (麻宮サキ, Asamiya Saki), forcée par un organisme gouvernemental, en échange de la liberté de sa mère incarcérée, à aller enquêter discrètement sur des crimes et délits commis dans des lycées, en se faisant passer pour une élève portant le traditionnel uniforme scolaire marin sailor fuku. Elle est cependant équipée d'une arme secrète, un dangereux yo-yo métallique et sa chaine en acier qu'elle apprend à manier avec des effets dévastateurs, et qu'elle entre-ouvre pour révéler un emblème de police lors de ses arrestations.

## Séries télévisées et films (1985-1988)
L'histoire est adaptée à la télévision japonaise en trois séries live distinctes mais enchainées, sur Fuji TV, avec de jeunes chanteuses-idoles de l'époque dans les rôles principaux. Deux films en seront tirés en 1987 et 1988. Dans l'univers des films et séries TV, l'identité de la Saki Asamiya originale est redonnée comme couverture aux « agents » qui lui succèdent, les « sukeban deka » n'ayant qu'une courte durée d'activité, du fait des risques encourus ou de leur avancement en âge. Chaque « Saki » est également armée du yo-yo truqué. En plus de leurs missions d'infiltration ponctuelles dans des lycées, chacune d'elles affronte aussi un puissant adversaire personnel récurrent, dont les agissements criminels touchent le milieu scolaire.

### Sukeban Deka(I)
Une première série de 24 épisodes est diffusée du 11 avril au 30 octobre 1985 sur Fuji TV, avec Yuki Saitō dans le rôle de Saki Asamiya, et Kōji Naka dans celui de son supérieur Jin Kyoyichiro qui lui donne son yo-yo et ses missions. Saki y agit en solo, sous son vrai nom, contre des adversaires "réalistes", sur un ton sérieux, comme dans le manga. Elle affronte aussi des ennemis récurrents, trois sœurs diaboliques (interprétées par Hitomi Takahashi, Yasuko Endō et Natsumi Asano) et leur père, un puissant yakuza, qui s'avère être aussi celui de Saki. La série se termine sur un coup de théâtre qui nécessite un nouveau casting pour la seconde série directement enchainée.

### Sukeban DekaII: Shōjo Tekkamen Densetsu
Une deuxième série de 42 épisodes est diffusée du 7 novembre 1985 au 23 octobre 1986 sur Fuji TV, avec Yoko Minamino dans le rôle de Yoko Godai, mystérieuse adolescente au visage dissimulé malgré elle depuis l'enfance par un masque de fer, qui reprend l'identité et le yo-yo de Saki Asamiya après sa disparition, et Keizō Kanie dans le rôle  de son nouveau supérieur Nishiwaki qui la libère du masque et se fait passer pour son professeur de lycée maladroit, introduisant une touche humoristique dans la série.
La nouvelle Saki sera cette fois aidée par deux autres « sukeban »: Kyoko « Okyo » Nakamura (Haruko Sagara), et Yukino Yajima (Akie Yoshizawa, du groupe J-pop Onyanko Club qui apparaitra au complet dans quelques épisodes), également discrètement armées de billes pour l'une et d'objets traditionnels pour l'autre. Saki doit cette fois, en plus de ses missions habituelles, élucider les mystères de son passé en affrontant son propre ennemi personnel récurrent, un yakusa sorcier voulant dominer le Japon avec l'aide de pouvoirs mystiques.

### Sukeban DekaIII: Shōjo Ninpōcho Denki
Une troisième série de 42 épisodes est diffusée du 30 octobre 1986 au 29 octobre 1987 sur Fuji TV, avec Yui Asaka dans le rôle de Yui Kazama, "sukeban" débutante qui reprend l'identité et le yo-yo de Saki Asamiya après le retrait de la précédente, et Nagare Hagiwara dans celui de son nouveau supérieur et mentor Kazuya Yoda alias "Hanya", faux professeur de lycée et vrai maitre ninja magicien, ancrant cette fois la série entièrement dans le genre fantastique. L'identité secrète de Saki est cette fois anecdotique, Yui agissant en fait à découvert sous son vrai nom en équipe avec ses deux sœurs "sukeban", Yuka (Yuka Onishi, aux origamis de métal) et Yuma (Yuma Nakamura, aux fils et aiguilles à tricoter aiguisées), contre un même adversaire tout au long de la série, un empereur sorcier maléfique dont le mystérieux puissant homme de main en armure s'avèrera être leur père qu'elles croyaient mort.
Comme pour mieux établir la ressemblance de l'histoire avec celle de la saga de Star Wars, Satomi Fukunaga d'Onyanko Club, apparue la saison précédente dans son propre role d'idole avec son groupe, joue ici un personnage récurrent nommé « Leia », subordonnée de « Yoda ». Un épisode spécial plus long, parfois considéré à tort comme un film, sera diffusé le 23 avril 1987: Sukeban Deka III: Shôjo ninpô-chô denki: san-shimai mottomo kiken na tabi: yattsu no shi no wana.

### Sukeban Deka(premier film)
Sorti le 14 février 1987 au cinéma au Japon, réalisé par Hideo Tanaka, le film sert de liaison entre les saisons II et III en faisant se rencontrer les protagonistes de ces deux séries pour affronter ensemble un adversaire commun ; le film reprend les principaux personnages et leurs interprètes originaux, dont Yoko Minamino et Yui Asaka. Le film est distribué aux États-Unis sous le titre Sukeban Deka : the Movie.

### Sukeban Deka: Kazama San Shimai no Gyakushu
Sorti le 11 février 1988 au cinéma au Japon, toujours réalisé par Hideo Tanaka, le film suit les héroïnes de la saison III, les trois sœurs Kazama, dans une nouvelle aventure, avec leurs interprètes originales, Yui Asaka, Yuka Onishi et Yuma Nakamura. Le film est distribué aux États-Unis sous le titre: Sukeban Deka : Counter-Attack from the Kazama Sisters.

## Anime OAV (1991)
La série est également adaptée en 1991 en version animation anime, en deux épisodes vidéos OAV réalisés par Hirota Tadashi pour le studio Toei, reprenant l'histoire et le graphisme du manga original, également édités aux États-Unis en 1996 sous le titre: Sukeban Deka.

### Fiche technique
- Titre : Sukeban Deka
- Réalisation : Hirota Takeshi
- Scénario : Namimi Sanjo, auteur original Shinji Wada
- Character design: Masahiro Kase, Nobuteru Yuki
- Musique: Takashi Takaomi
- Pays d'origine :  Japon
- Année de production : 1991
- Genre : Action Police Drama
- Durée : 2x 50 minutes
- Dates de sortie : 1998 (VHS, US), 2000 (Amérique du Sud), 2003 (DVD, US)

### Épisodes
1. Sukeban deka: Tanjô-hen, sortie le 21 avril 1991
2. Sukeban deka: Gyakushû-hen, sortie le 21 juillet 1991

### Bande sonore
- Kizuna (絆) par Yoshinori Shabana

## FilmTokyo Girl Cop(2006)
Après une éclipse, la série connait une nouvelle adaptation cinéma sortie en 2006 au Japon, Sukeban Deka : codename = Asamiya Saki, réalisée par Kenta Fukasaku, et distribuée sous les titres Yo-Yo Girl Cop en anglais et Tokyo Girl Cop en français.
L'idole japonaise Aya Matsura y reprend l'identité et le yo-yo de Saki Asamiya, en compagnie de quatre de ses collègues-idoles du Hello! Project, Rika Ishikawa, Erika Miyoshi et Yui Okada du groupe J-pop V-u-den, ainsi que Masae Ohtani des Melon Kinenbi dans l'introduction du film. Riki Takeuchi joue le rôle du supérieur de Saki, et Yuki Saito joue brièvement celui de la mère de l'héroïne, reprenant donc officieusement son personnage de la Saki originale de la première série TV, et liant ainsi le film aux précédentes productions ; il est à noter que la vraie identité de la mère de Saki n'est que suggérée, clin d'œil aux fans de la série TV originale.

## Produits dérivés
De nombreux produits dérivés furent adaptés des séries télévisées dans les années 1980 : yoyos, livres, disques, poupées, jeux de société, maquettes, puzzles, télécartes, fournitures scolaires... Deux jeux vidéo furent également produits : Sukeban Deka II : Shōjo Tekkamen Densetsu pour Sega Master System en 1987, et Sukeban Deka III pour Famicom en 1988.
En 2011 est lancé un pachinko à l'image de Sukeban Deka II, dont la promotion est faite par un groupe de J-pop créé pour l'occasion, Sukeban Girls, formé de trois idoles des années 2010 adoptant le look et l'attitude des héroïnes de la série : Yuko Oshima et Tomomi Kasai du groupe AKB48, et Rena Matsui de SKE48 ; le trio sort un single fin 2011 : Tsupparu Ryuu (突っ張る理由).